# Overkill (album)
Overkill er det andet album af det britiske heavy metal-band Motörhead, som blev udgivet i 1979, og derved var deres første album udgivet gennem Bronze Records.
Bronze Records skrev kontrakt med bandet i 1978, og gav dem tid i Wessex Studios i London til at indspille Richard Berrys "Louie Louie" og en ny sang af bandet kaldet "Tear Ya Down". Gruppen turnerede for at reklamere for singlen "Louie Louie", mens Chiswick udgav deres debutalbum i hvid vinyl for at opretholde bandets fremgang. Salget af singlen bragte bandet til deres første optræden på BBC Televisions Top of the Pops, hvilket gav Bronze tillid til at sende dem i studiet for at indspille deres andet album.
Den første udgivelse fra indspilningsprocessen var singlen "Overkill" i 7” og 12” vinyl, hvorpå sporet "Too Late, Too Late" også var inkluderet. Tre uger efter albummet Overkills udgivelse i sort vinyl blev det udgivet i begrænset antal på 15.000 eksemplarer i grøn vinyl.
I juni 1979 blev "No Class" udgivet som single fra albummet med den førhenværende uudgivet sang "Like a Nightmare". For at øge salget blev singlen udgivet med forskellige omslag med Lemmy på den ene, Clarke på den anden og Taylor på den tredje.
Albummet blev udgivet som kassette, CD og vinyl af Castle Communications i 1998 koblet sammen med Another Perfect Day. Bronze udgav også en kassette af albummet i 1980 dækket med Bomber.

## Albumomslaget
Omslagsdesigneren Joe Petagno sagde dette om albumomslaget, som han følte hurtigt skulle laves fordi bandet ikke kunne finde ham:
| Citat | Jeg havde omkring halvanden uge til at lave det i… Men personligt var det allerede en skuffelse for mig. Det skulle have været multi-lagdelt. Det var meningen, det skulle sende et signal, om der var mere i det, der skulle være flere stykker og dele. På en måde gjorde jeg det på Inferno-albummet. Jeg fik på en måde min hævn over den nye trio. På en made. | Citat |
|       | |       |

## Spor
Alle sange er skrevet af Lemmy Kilmister, Phil Taylor, Eddie Clarke medmindre andet står noteret.

### Originale version
1. "Overkill" – 5:12
2. "Stay Clean" – 2:40
3. "(I Won't) Pay Your Price" – 2:56
4. "I'll Be Your Sister" – 2:51
5. "Capricorn" – 4:06
6. "No Class" – 2:39
7. "Damage Case" (Clarke, Kilmister, Taylor, Mick Farren) – 2:59
8. "Tear Ya Down" – 2:39
9. "Metropolis" – 3:34
10. "Limb from Limb" – 4:54
CD-genudgivelsen har disse spor tilføjet
11. "Too Late, Too Late" [B-side af Overkill] – 3:25
12. "Like a Nightmare" [B-side af No Class] – 4:13
13. "Louie Louie" [Single] (Richard Berry) – 2:47
14. "Tear Ya Down" [Instrumental version] – 2:39
15. "Louie Louie" [Alternativ version] (Berry) – 2:52

### Deluxe udgaven

#### Disk 1
1. "Overkill" – 5:12
2. "Stay Clean" – 2:40
3. "(I Won't) Pay Your Price" – 2:56
4. "I'll Be Your Sister" – 2:51
5. "Capricorn" – 4:06
6. "No Class" – 2:39
7. "Damage Case" (Clarke, Kilmister, Taylor, Farren) – 2:59
8. "Tear Ya Down" – 2:39
9. "Metropolis" – 3:34
10. "Limb from Limb" – 4:54

#### Disk 2
1. "Louie Louie" (Richard Berry) – 2:47
2. "Louie Louie" [Alternativ version] (Berry) – 2:52
3. "Louie Louie" [Alternativ version 2] (Berry) – 2:45
4. "Tear Ya Down" – 2:41
5. "Tear Ya Down" [Alternativ version] – 2:41
6. "Tear Ya Down" [Instrumental version] – 2:39
7. "Too Late, Too Late" – 3:25
8. "Like a Nightmare" – 4:13
9. "Like a Nightmare" [Alternativ version] – 4:27
10. "Louie Louie" [BBC John Peel Session '78] (Berry) – 2:46
11. "I'll Be Your Sister" [BBC John Peel Session '78] – 3:15
12. "Tear Ya Down" [BBC John Peel Session '78] – 2:39
13. "Stay Clean" [BBC Radio 1 In-Concert] – 3:03
14. "No Class" [BBC Radio 1 In-Concert] – 2:43
15. "I'll Be Your Sister" [BBC Radio 1 In-Concert] – 3:35
16. "Too Late, Too Late" [BBC Radio 1 In-Concert] – 3:24
17. "(I Won't) Pay Your Price [BBC Radio 1 In-Concert]" – 3:19
18. "Capricorn" [BBC Radio 1 In-Concert] – 4:14
19. "Limb from Limb" [BBC Radio 1 In-Concert] – 5:26